# Giorgio Moroder
Giovanni Giorgio Moroder italiană: [dʒoˈvanni ˈdʒordʒo moˈrɔːder], germană: [mɔˈʁoːdɐ]; (n. 26 aprilie 1940, Ortisei, Venezia Tridentina⁠(d), Italia) este un compozitor și producător muzical italian. Supranumit „Părintele Disco-ului”, Moroder este creditat cu pionieratul stilului euro disco și a muzicii dance electronice. Folosirea sintetizatoarelor în munca sa a avut o influență mare asupra mai multor genuri muzicale precum hi-NRG, Italo disco, synth-pop, new wave, house și techno.
Când se afla în Munchen în anii 1970, Moroder și-a deschis propria casă de discuri numită Oasis Records, care câțiva ani mai târziu a devenit o subdiviziune a Casablanca Records. El este fondatorul fostului Studiou Musicland din Munchen, un studio de înregistrări folosit de mulți artiști, inclusiv Rolling Stones, Electric Light Orchestra, Led Zeppelin, Deep Purple, Queen și Elton John. A produs single-uri pentru Donna Summer la mijlocul și sfârșitul anilor 1970, inclusiv „Love to Love You Baby”, „I Feel Love”, „Last Dance”, „MacArthur Park”, „Hot Stuff”, „Bad Girls”, „Dim All the Lights”, „No More Tears (Enough Is Enough)” și „On the Radio”. În această perioadă a lansat și multe albume, inclusiv From Here to Eternity (1977) și E=MC² (1979).
Giorgio Moroder a produs albumul disco, lansat la Elektra Records în 1979, al artistei Suzi Lane, numit „Ooh La La”, care a avut doua single-uri clasate pe primul loc în topul Billboard disco/dance, „Ooh La La” împreuna cu „Harmony”. A început să compună coloane sonore și partituri de film, inclusiv Midnight Express, American Gigolo, Superman III, Scarface, The NeverEnding Story și restaurarea Metropolis din 1984. Creațiile lui Moroder pentru filmul Midnight Express (1978), care conținea hitul internațional „Chase”, i-au adus premiul Oscar pentru cea mai bună coloană sonoră și premiul Globul de Aur pentru cea mai bună coloană sonoră. De asemenea, a produs o serie de melodii disco electronice pentru Three Degrees, două albume pentru Sparks și câteva melodii de pe albumul lui Bonnie Tyler, Bitterblue, precum și single-ul ei din 1985 „Here She Comes”. În 1990, a compus „Un'estate italiana”, melodia oficială a Cupei Mondiale FIFA 1990.
Moroder a creat cântece pentru mulți interpreți, inclusiv David Bowie, Falco, Kylie Minogue, Irene Cara, Janet Jackson, Madleen Kane, Melissa Manchester, Blondie, Japan și France Joli. Moroder a declarat că lucrarea de care este cel mai mândru este „Take My Breath Away” de la Berlin, care i-a adus premiul Oscar pentru cea mai bună melodie originală și premiul Globul de Aur pentru cea mai bună melodie originală după apariția în filmul Top Gun în 1986; el câștigase aceleași premii în 1983 pentru „Flashdance... What a Feeling” (precum și Premiul Globul de Aur pentru cea mai bună coloană sonoră pentru toată contribuția sa la Flashdance). Pe lângă cele trei premii ale Academiei și cele patru Globuri de Aur, Moroder a primit și patru premii Grammy, două premii People's Choice și peste 100 de discuri de aur și platină. În 2004, a fost inclus în Dance Music Hall of Fame.

## Copilăria
Giovanni Giorgio Moroder s-a născut la 26 aprilie 1940 în Urtijëi (cunoscută în italiană sub numele de Ortisei și în germană drept St. Ulrich in Gröden) din părinți de origine ladină din Tirolul de Sud, în ceea ce era atunci Regatul Italiei. Deși este cunoscut ca Giorgio, numele său de naștere este Giovanni Giorgio Moroder. În drumul spre maturitate, familia sa a trăit într-un mediu mixt de limbă ladină, germană și italiană în Tirolul de Sud, în nordul Italiei, iar mama lui obișnuia să-l numească Hansjörg (pronunțat [ˈhansjœʁk]), o versiune germană a celor două prenume ale sale. Artistul Ulrich Moroder este unul dintre cei trei frați ai săi. Tatăl lui era concierge de hotel.

## Carieră
A început să învețe singur să cânte la chitară, la vârsta de 15 ani, inspirat de piesa „Diana“ lui Paul Anka. La vârsta de 18 ani, a început să facă turnee în Europa ca muzician profesionist. Performa noaptea, iar ziua făcea înregistrări cu două recordere Revox. În jurul vârstei de 25 de ani s-a mutat la mătușa sa în Berlin, lucrând ca inginer de sunet. Single-ul lui Ricky Shayne „Ich sprenge alle Ketten” („Am spart toate lanțurile”), compus de necunoscuții de atunci Moroder și Michael Holm, a devenit un hit în Germania. Al doilea hit a fost coverul lui Moroder și Holm a single-ului lui Sir Douglas Quintet, „Mendocino“. După 2 ani la Berlin, Moroder s-a mutat la München.
Moroder a făcut primii pași în muzică în Scotch Club din Aachen și apoi a lansat câteva single-uri sub numele „Giorgio” începând din 1963, după ce s-a mutat la Berlin, cântând în italiană, spaniolă, engleză și germană.

### 1963–1983: Contribuție la muzica electronică

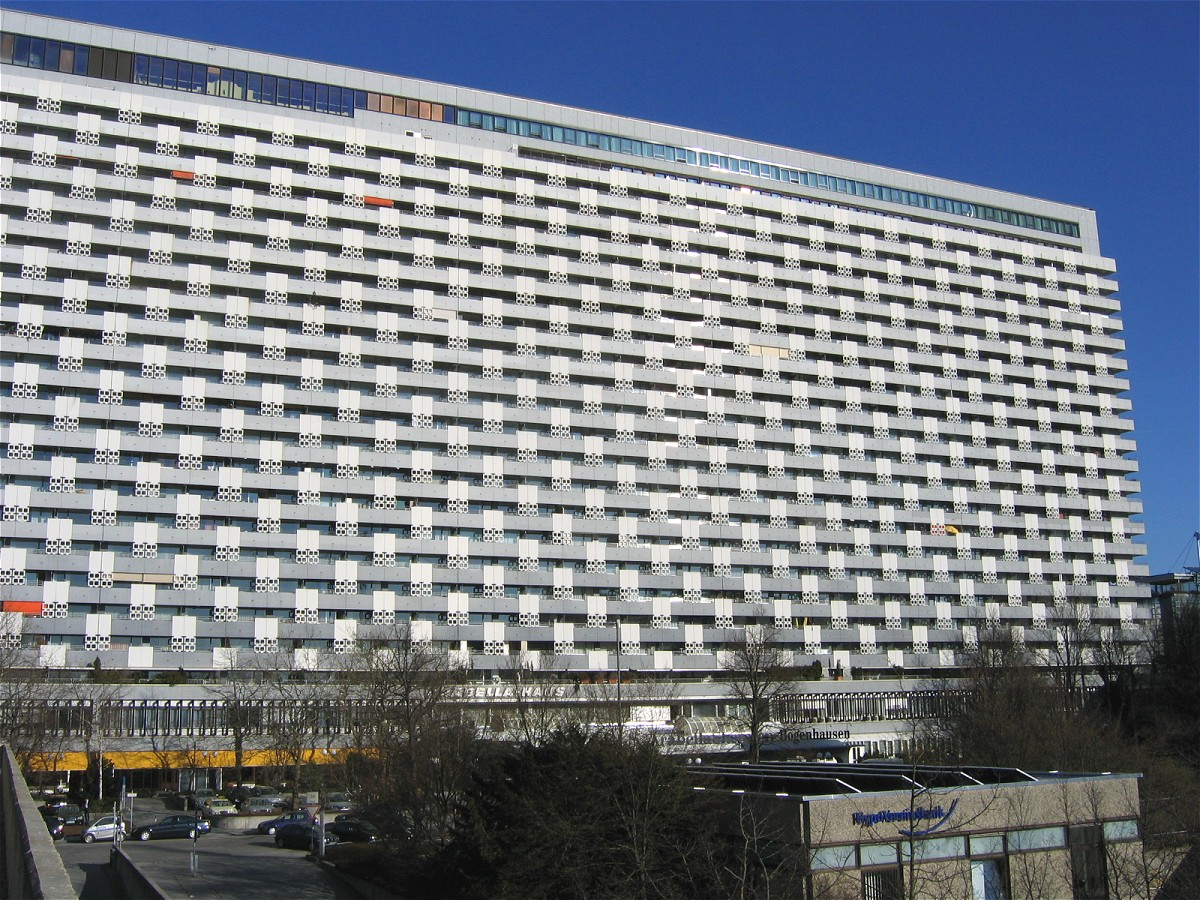
Sudioul Musicland a lui Moroder a fost situat la subsolul clădirii Arabella Hochhaus din imagine.

În 1968, s-a mutat la München și a devenit cunoscut când „Looky Looky” a primit un disc de aur în 1970. Apoi a fondat Musicland Studios la începutul anilor 1970. Colaborând adesea cu textierul Pete Bellotte, Moroder a avut o serie de hituri în nume propriu, inclusiv „Son of My Father” în 1972, un hit numărul 1 în Marea Britanie pentru Chicory Tip, înainte de a lansa From Here to Eternity, album având sintetizatoarele ca intrument principal, mai multe piese de pe acesa fiind în topuri în 1977. În același an, a co-scris și produs single-ul de succes al lui Donna Summer „I Feel Love”, prima piesă din genul Hi-NRG. În anul următor a lansat „Chase”, coloana sonoră a filmului Midnight Express. Aceste melodii au obținut un oarecare succes în clasamentele din Regatul Unit, Statele Unite și în întreaga Europă, peste tot răspândindu-se disco-mania. Coloana sonoră a filmului Midnight Express, „Chase”, i-a adus primul său premiu Oscar pentru cea mai bună colonă sonoră în 1979.
Moroder a lansat E=MC² în 1979. A lansat trei albume între 1977 și 1979 sub numele Munich Machine. A compus și produs două albume de coloane sonore pentru filme: primul pentru Foxes și al doilea pentru American Gigolo (ambele din 1980). Un album dublu cu coloana sonoră a lui „Foxes“ a fost lansat la casa de discuri Casablanca Records, care include hitul lui Donna Summer „On the Radio”, pe care Moroder l-a produs și co-scris. Coloana sonoră Foxes conține o melodie intitulată „Bad Love”, scrisă și interpretată de Cher și produsă de Moroder. Coloana sonoră „American Gigolo“ a conținea piesa „Call Me” produsă de Moroder și interpretată de Blondie, un hit numărul unu în SUA și Marea Britanie. Difuzarea combinată în cluburi a pieselor albumului a fost pe locul doi timp de cinci săptămâni în topurile muzicale de disco/dance. A scris coloana sonoră a filmului Cat People (1982), inclusiv single-ul de succes "Cat People (Putting Out Fire)", cu David Bowie, și a produs coloana sonoră pentru filmul Scarface (1983). În timpul lansării sale inițiale, albumul a fost disponibil doar în câteva țări și strict prin import în Statele Unite. Piesele produse de Moroder au inclus „Scarface (Push It to the Limit)” de Paul Engemann, „Rush Rush” de Debbie Harry și „She's on Fire” de Amy Holland.

### 1984–1993: Notorietate și hiatus

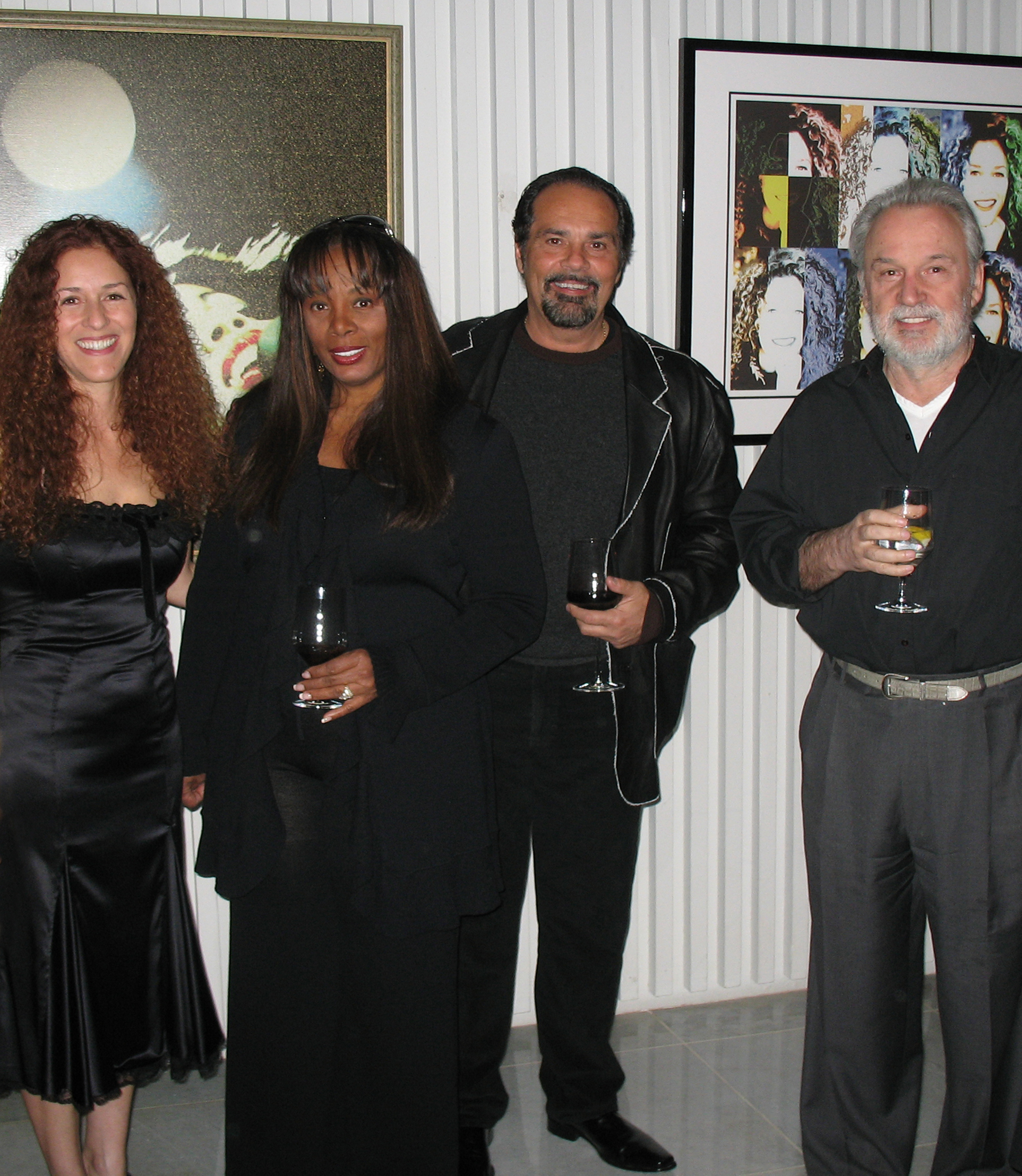
Moroder cu colaboratoarea sa de lungă durată Donna Summer și soțul ei Bruce Sudano. În stânga se află soția lui Moroder, Francisca Gutierrez.

În 1984, Moroder a compilat o nouă restaurare și editare a filmului mut Metropolis (1927) și i-a oferit o coloană sonoră contemporană. Această coloană sonoră include șapte piese de muzică pop de la Pat Benatar, Jon Anderson, Adam Ant, Billy Squier, Loverboy, Bonnie Tyler și Freddie Mercury. El a integrat inserturile originale în film ca subtitrări ca mijloc de îmbunătățire a continuității. Deoarece viteza inițială nu era cunoscută, această alegere a fost controversată. Cunoscută sub numele de „versiunea Moroder”, a stârnit dezbateri în rândul pasionaților de film, criticii și susținătorii filmului căzând în tabere egale. Majoritatea criticilor sunt de acord că, lăsând deoparte opinia puriștilor de film, versiunea lui Moroder a fost un plus binevenit. În 1984, Moroder a lucrat cu Philip Oakey de la Human League pentru a realiza albumul Philip Oakey & Giorgio Moroder, care a avut în topurile de single-uri din Marea Britanie hitul „Together in Electric Dreams”, piesa de titlu a filmului din 1984 Electric Dreams. În același an a colaborat cu liderul Kajagoogoo, Limahl, pentru hitul mondial „The NeverEnding Story”.
În 1986, Moroder a colaborat cu protejatul său Harold Faltermeyer (din „Axel F”) și cu textierul Tom Whitlock pentru a crea coloana sonoră pentru filmul Top Gun (1986), care a inclus hitul lui Kenny Loggins „Danger Zone” și „Take My Breath Away” al lui Berlin. A scris piesa tematică a filmului Over the Top, „Meet Me Half Way”, interpretată tot de Loggins. În 1987, Moroder a produs și co-scris piesa lui Falco „Body Next to Body”. Moroder a scris îmnurile oficiale, „Reach Out”, pentru Jocurile Olimpice de la Los Angeles din 1984, „Hand in Hand”, pentru Jocurile Olimpice de la Seul din 1988 și „Un'estate italiana” pentru Cupa Mondială FIFA 1990. Pe 12 martie 1992, Moroder și-a lansat cel de-al paisprezecelea album de studio, Forever Dancing, ultimul său proiect solo pentru ani de zile, luând o pauză lungă în 1993. Timp de două decenii nu a lansat niciun album nou, concentrându-se în mare parte pe remixuri și artă vizuală în cea mai mare parte a anilor 1990 și începutul anilor 2000. Cu Daniel Walker a produs coloana sonoră pentru ultimul film al lui Leni Riefenstahl Impressionen unter Wasser. Piesa sa Forever Friends a fost prezentată la Jocurile Olimpice de la Beijing din 2008.

### 2012–prezent: revenire și colaborări

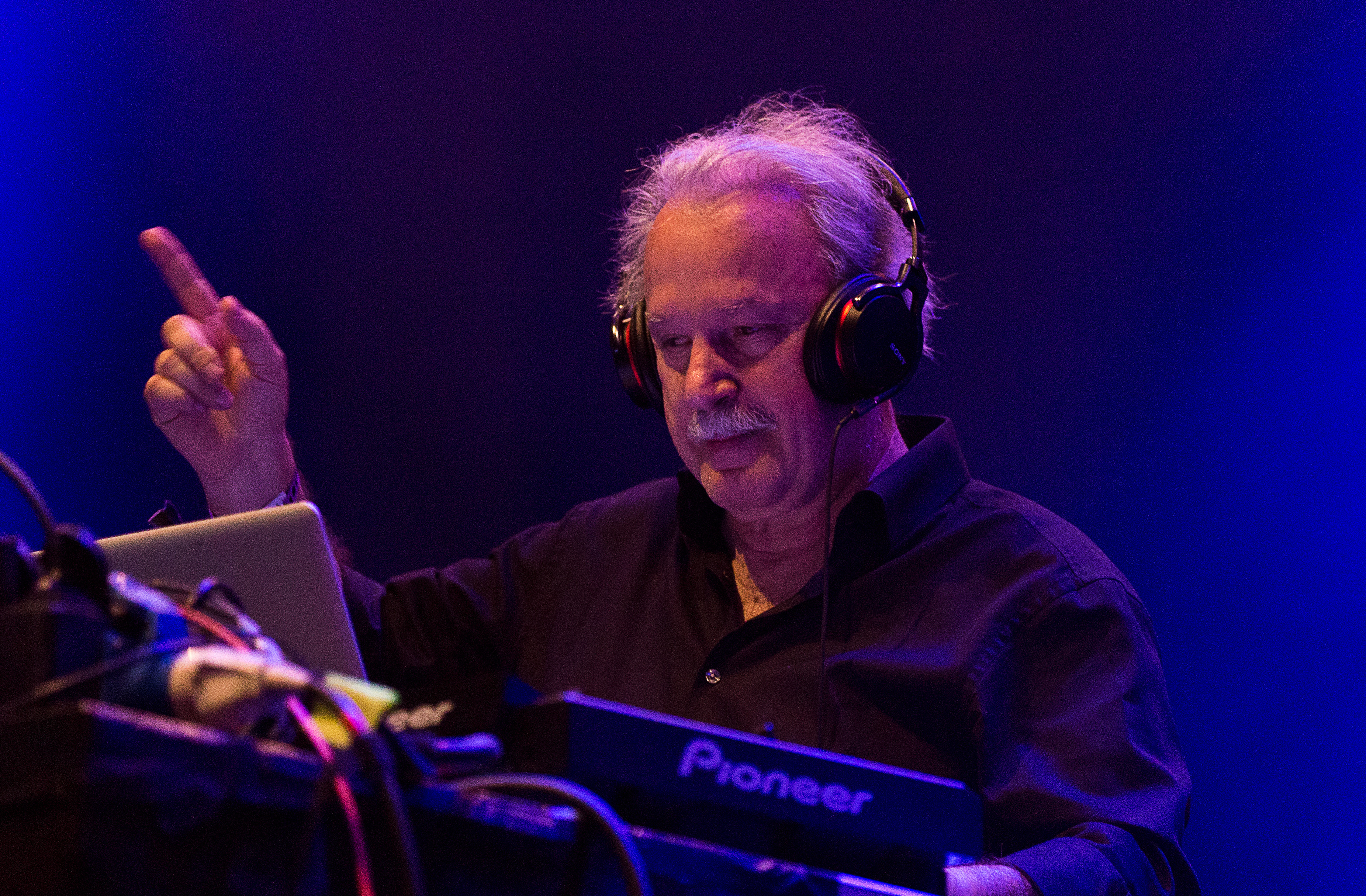
Moroder la Festivalul Melt! 2015

În 2012, Moroder s-a întors în muzică cu tema muzicală pentru „Racer” de la Google. Moroder a contribuit la albumul de studio a celor de la Daft Punk din 2013, Random Access Memories, recunoscând că a fost un fan al piesei lor „One More Time” înainte de a lucra cu grupul. Vocea și povestea lui se află pe piesa albumului „Giorgio by Moroder”. Pe piesă, el afirmă „Numele meu este Giovanni Giorgio, dar toată lumea îmi spune Giorgio”. În vara lui 2013, a fost DJ la Red Bull Music Academy din New York. În 2014, Moroder a făcut un rework unei piese din anii 1960 numită „Doo Bee Doo” (versiunea 2014), care a fost folosită în reclama Volkswagen 2014 pentru Super Bowl, „Wings”. De asemenea, a anunțat că plănuiește să lucreze cu producătorul electro-pop Madeon și cântăreața americană Lana Del Rey. Pe 9 iunie 2014, Adult Swim a lansat un nou single Hi-NRG Disco semnată de Moroder (numită „Giorgio's Theme”). Moroder a remixat, de asemenea, interpretarea lui Tony Bennett și Lady Gaga a „I Can’t Give You Anything but Love”.
Albumul solo de studio al lui Moroder, Déjà Vu, a fost lansat în 2015. Include colaborări cu Kylie Minogue, Britney Spears, Sia, Charli XCX, Mikky Ekko, Foxes și Matthew Koma, printre alții. Pe 16 ianuarie, colaborarea cu Kylie Minogue, „Right Here, Right Now”, a fost difuzată pe internet înainte de lansarea sa oficială. Cântecul, împreună cu un teaser video, a fost lansat oficial pe 20 ianuarie 2015 și pe 18 aprilie 2015 a atins numărul unu în US Dance Club Songs, devenind primul hit al lui Moroder în 15 ani. În martie 2015, Moroder a spijinit-o pe Minogue în timpul etapei australiane a turneului ei Kiss Me Once. Moroder și Sia au colaborat în mai 2015 la piesa de titlu din LP-ul lui Moroder Déjà Vu.
În septembrie 2015, Moroder a apărut pe EP-ul lui Kylie Minogue, Kylie + Garibay, pe piesa „Your Body”. În 2016, el și Raney Shockne au scris și compus muzica pentru jocul video Tron RUN/r. Albumul cu coloana sonoră a fost lansat pe 31 mai 2016. În octombrie 2016, Moroder a produs „One More Day” pentru Sistar, un grup de fete coreene. Ele au lansat melodia live pe 8 octombrie, la Festivalul DMC din Coreea 2016, Moroder fiind prezent în public. Videoclipul melodiei a fost lansat pe 22 noiembrie, alături de lansarea digitală oficială a piesei. În 2021, Moroder a revenit în studio cu Duran Duran, co-scriind și producând două piese, „Tonight United” și „Beautiful Lies” pentru lansarea albumului lor din octombrie 2021, Future Past.

## Premii

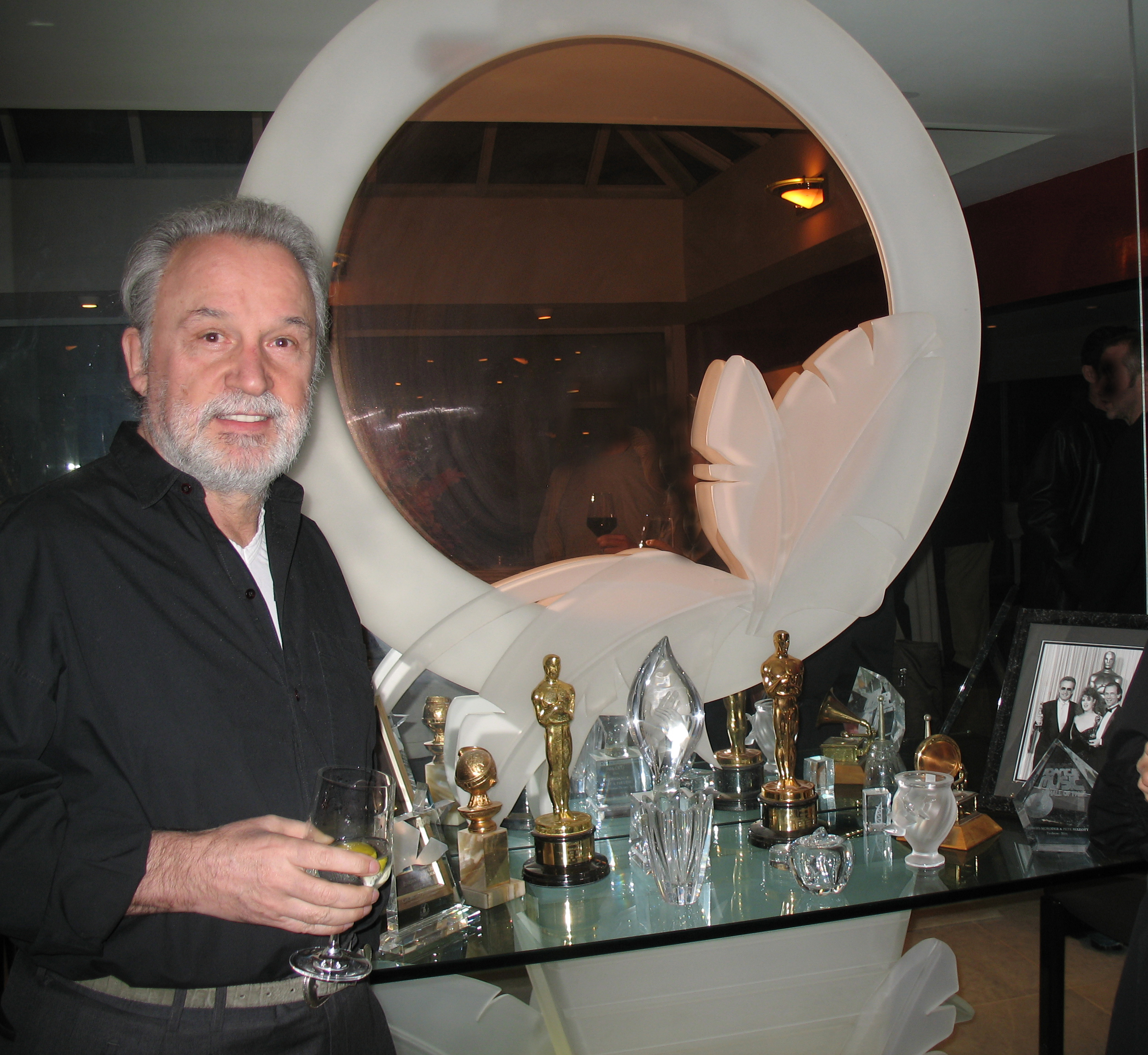
Moroder cu unele dintre premiile sale în 2007

Moroder a câștigat trei premii Oscar: Cea mai bună coloană sonoră pentru Midnight Express (1978); Cea mai bună melodie originală pentru „Flashdance...What a Feeling”, din filmul Flashdance (1983) și cea mai bună melodie originală pentru „Take My Breath Away”, din Top Gun (1986). Moroder a câștigat, de asemenea, două dintre cele patru premii Grammy pentru Flashdance: cel mai bun album sau coloană sonoră originală scrisă pentru un film sau show de televiziune și cea mai bună compoziție instrumentală pentru piesa „Love Theme from Flashdance”. Al treilea a fost obținut pentru Cea Mai Bună Piesă Dance pentru piesa „Carry On”.
Moroder a câștigat, de asemenea, patru Globuri de Aur: două cea mai bună coloană sonoră pentru „Midnight Express” și „Flashdance... What a Feeling”, și două cea mai bună melodie originală pentru „Flashdance... What a Feeling” și „Take My Breath Away”.
Pe 20 septembrie 2004, Moroder a fost distins la ceremonia Dance Music Hall of Fame, care a avut loc la New York, când a fost inclus pentru realizările și contribuțiile sale ca producător muzical. În 2005, Moroder a fost numit Commendatore Ordine al Merito della Repubblica Italiana, iar în 2010 Bolzano i-a acordat Grande Ordine al Merito della Provincia autonoma di Bolzano. În 2011, a fost distins cu Lifetime Achievement Award de la World Soundtrack Academy. În 2014, Moroder a câștigat cel de-al patrulea premiu Grammy pentru Random Access Memories (Albumul anului) de la Daft Punk.

## Moștenire

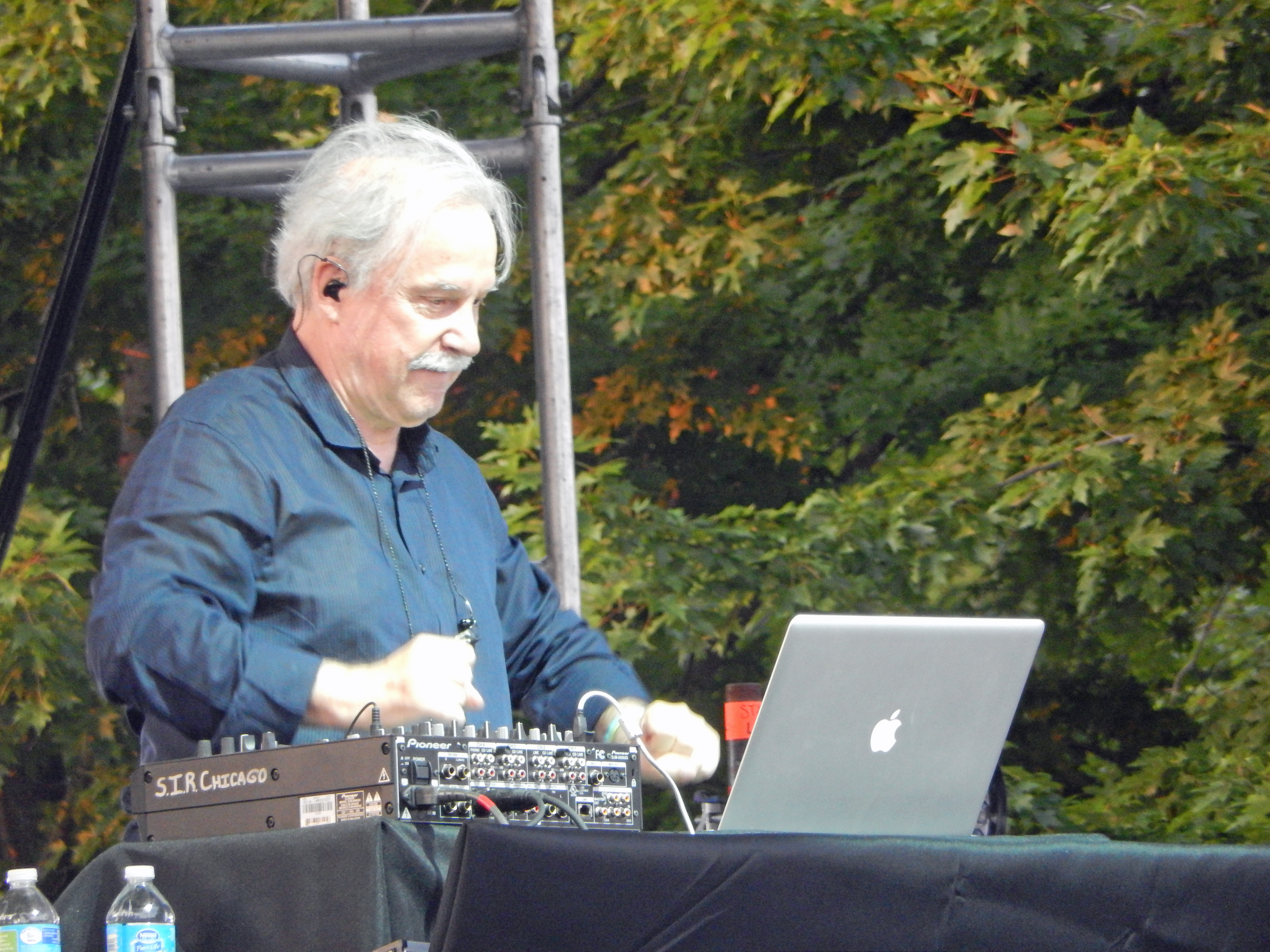
Moroder la Pitchfork Music Festival 2014

Duo-ul britanic de rock alternativ Curve a interpretat „I Feel Love” în 1992. Cântecul a fost inclus ulterior pe compilația dublu CD The Way of Curve, lansată în 2004. Bronski Beat a interpretat „I Feel Love” și „Love to Love You Baby” pentru albumul lor de debut The Age of Consent (1984). „On Fire”, al doilea single de pe cel de-al șaptelea album de studio al rapperului Lil Wayne, Rebirth, conține aluzii despre piesa lui Amy Holland „She’s on Fire” și a fost inspirat în întregime de Scarface. „Push It”, cel de-al doilea single de pe albumul de debut al rapperului Rick Ross, Port of Miami, preia „Scarface (Push It to the Limit)”, iar povestea videoclipului are o temă foarte asemănătoare cu filmul Scarface. A fost produs de JR Rotem.
Cântecul său „Tears” a fost samplat și folosit ca bază pentru melodia lui DJ Shadow „Organ Donor” de pe albumul său din 1996 Endtroducing...... Grupul canadian de hip hop Swollen Members a samplat melodia în „Fuel Injected” și „Meltdown”. Apare și pe piesa „Tragedy” de RZA. Melodia principală și progresia acordurilor formează baza piesei „Marz” a muzicianului folk John Grant și „Only Light” a trupei australiane de ska The Cat Empire. Duo-ul hip hop Mobb Deep a folosit un sample din cântecul „Tony's Theme” în piesa lor „GOD Pt. III”. Cântecul său „E=MC²” a fost samplat și folosit pentru melodia cu același titlu a lui J. Dilla. Una dintre compozițiile sale timpurii, „Doo-Bee-Doo-Bee-Doo” din 1969, a fost prezentată timp de mulți ani în schițe mute din The Benny Hill Show, ca parte a unui colaj care includea și „Mah Nà Mah Nà”, o adaptare 4/4 după „Für Elise” de Ludwig van Beethoven și „Gimme Dat Ding”.
Tema de la Midnight Express a fost samplată de duo-ul hip-hop OutKast pentru melodia lor „Return of the Gangsta”, și de producătorul de hip-hop J Dilla pentru „Phantom of the Synths”, un beat folosit mai târziu de MF Doom pentru „Gazzillion Ear” și de Jay Electronica pentru "Dimethyltryptamine".

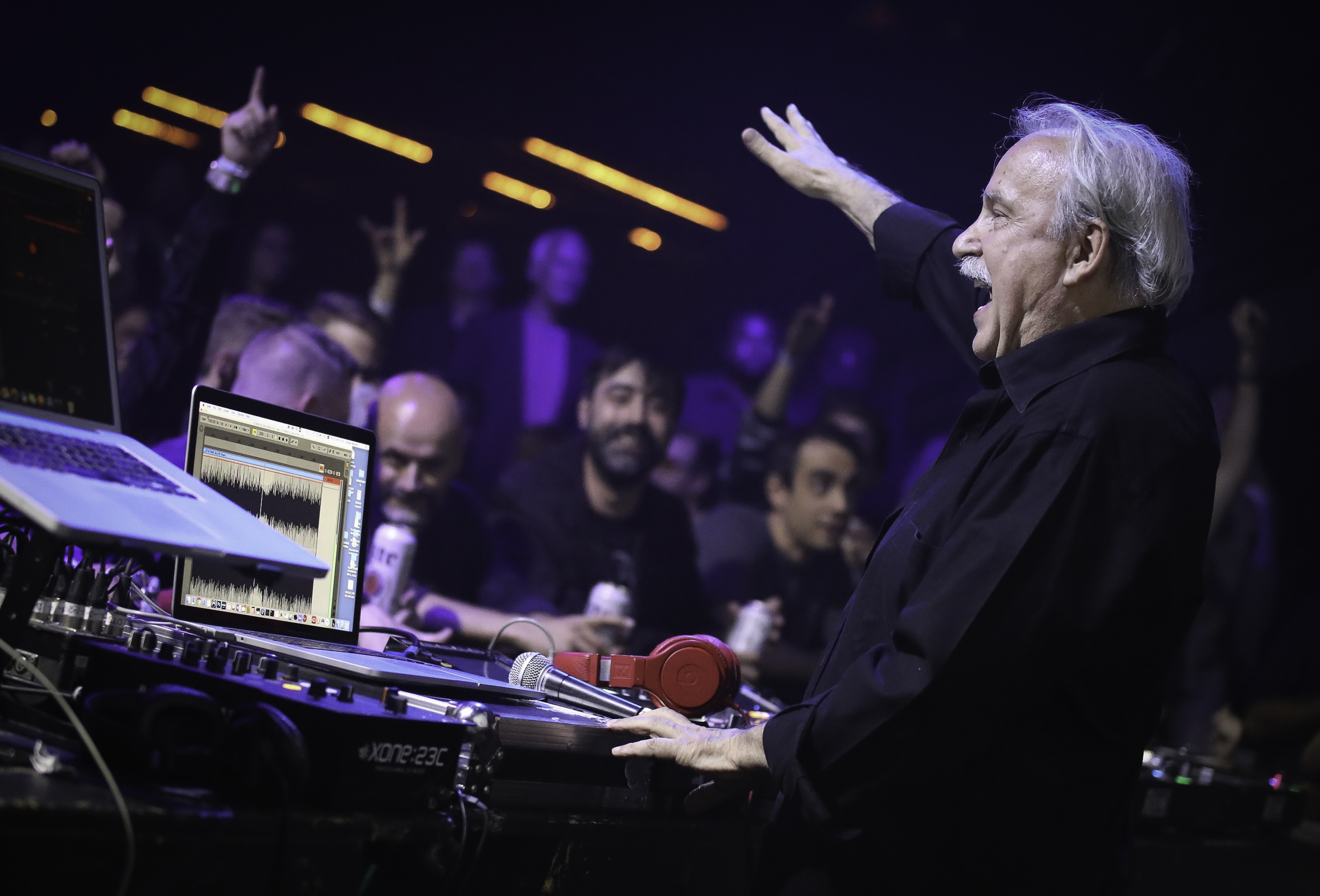
Moroder la First Avenue din Minneapolis, 2018

„Chase” a fost folosită ca temă muzicală de intrare pentru echipa de wrestling Midnight Express la începutul anilor 1980, precum și într-o serie de videoclipuri de montaj pentru reflectarea NBC din Major League Baseball și NBA de către CBS. Art Bell a folosit, de asemenea, „Chase” ca temă pentru programele sale de radio, Coast to Coast AM și Midnight in the Desert.
Tema de deschidere a lui Moroder din filmul Scarface din 1983 este samplată de Nas și Mobb Deep în piesa „It’s Mine”. „Leopard Tree Dream” de la Cat People este samplată de Cannibal Ox în melodia „Iron Galaxy”. Un cover al temei „The Legend of Babel” din coloana sonoră Metropolis a fost interpretat de DJ Dado. Muzicianul britanic de muzică electronică Little Boots a interpretat „Love Kills”, care a fost scris în colaborare cu Freddie Mercury. „Future Lovers”, o melodie de pe albumul din 2005 al artistei americane Madonna, Confessions on a Dance Floor, are o linie de bas inspirată de hitul produs de Donna Summer Moroder „I Feel Love”. În plus, Madonna și-a deschis turneul Confessions din 2006 cu un colaj între „Future Lovers” și „I Feel Love”. Versiunea „Live To Tell” interpretată de Madonna la The Confessions Tour preia foarte mult melodia lui Moroder „Tears”. Albumul „Technomor” al Suns of Arqa include piesa „Moroder Vibe” care conține elemente din „I Feel Love”. Albumul Underworld din 1999, Beaucoup Fish, conține o melodie intitulată „Shudder/King of Snake”, care conține o interpolare a liniei de bas din „I Feel Love”.
„I Feel Love” a fost inclus în Registrul Național de Înregistrări în 2011.
În 2013, un club deschis în Hotelul Standard din Hollywood, a fost numit după Moroder, adică Georgio's. Moroder a vizitat clubul și pentru prima dată a văzut oameni dansând pe muzica lui, declarând: "Nu am văzut niciodată oameni dansând pe muzica mea. Eram prea ocupat cu munca. Eram mereu în studio. Nu am luat niciodată coca".
În februarie 2016, Shooter Jennings, fiul cântărețului de outlaw country Waylon Jennings, a lansat un album tribut intitulat Countach (For Giorgio), al șaptelea său album de studio. Shooter Jennings a declarat că muzica lui Moroder din filmele Midnight Express (1978), Cat People (1982) și The NeverEnding Story (1984) a avut o influență majoră asupra lui în copilărie, ceea ce „...a pus bazele muzicii întregii mele vieți."
Înainte de a-și reporni cariera cu Daft Punk, Moroder a dedicat zeci de ani hobby-urilor/proiectelor sale personale. A proiectat o mașină împreună cu Marcello Gandini, un fost angajat Lamborghini, Cizeta-Moroder V16T. De asemenea, într-un interviu din 2013, el a vorbit despre designul arhitectural al unui apartament asemănător unei piramide care ar fi trebuit să fie construit în Dubai. Nu a fost niciodată construit. Alte proiecte au inclus crearea propriei băuturi alcoolice de coniac și implicarea în artă digitală și neon și organizarea de spectacole.
Moroder este un personaj din Summer: The Donna Summer Musical, cu referire la munca sa cu diva disco Donna Summer.

## Viața personala
Moroder locuiește în prezent în Los Angeles, California. A fost căsătorit cu Francisca Gutierrez din 1990 până la moartea ei în 2022. Fiul lor Alessandro s-a născut în 1989.
Este prieten cu Michael Holm, cu care a compus albumul din 1973 Spinach 1 sub numele de „Spinach”. Piesa lui Holm „Giorgio und ich” este dedicată lui Moroder.

## Discografie
- That's Bubblegum - That's Giorgio (1969)
- Giorgio (1970)
- Son of My Father (1972)
- Giorgio's Music (1973)
- Einzelgänger (1975)
- Knights in White Satin (1976)
- From Here to Eternity (1977)
- Love's in You, Love's in Me (1978)
- E=MC² (1979)
- Solitary Men (1983) (w cuJoe Esposito)[83]
- Innovisions (1985)
- Philip Oakey &amp; Giorgio Moroder (1985)
- To Be Number One (1990)[84]
- Forever Dancing (1992)[40]
- Déjà Vu (2015)